# فيدل إسكوبار
فيدل إسكوبار (بالإسبانية: Fidel Escobar) (و. 1995  م) هو لاعب كرة قدم، من بنما، ولد في بنما، يلعب كمُدَافِع.

## روابط خارجية
- فيدل إسكوبار على موقع الاتحاد الدولي (مؤرشف)  (الإنجليزية)
- فيدل إسكوبار على موقع الدوري الأمريكي (الإنجليزية)
- فيدل إسكوبار على موقع إي إس بي إن إف سي (الإنجليزية)
- فيدل إسكوبار على موقع قاعدة بيانات كرة القدم.إي يو (الإنجليزية)
- فيدل إسكوبار على موقع ناشيونال فوتبول تيمز (الإنجليزية)
- فيدل إسكوبار على موقع Soccerbase.com (لاعب) (الإنجليزية)
- فيدل إسكوبار على موقع Soccerway.com (الإنجليزية)
- فيدل إسكوبار على موقع عالم كرة القدم.نت (الإنجليزية)
- فيدل إسكوبار على موقع AS.com (الإسبانية)